# Monaco i olympiska sommarspelen 1972
Monaco deltog i de olympiska sommarspelen 1972 med en trupp bestående av 5 deltagare. Ingen av landets deltagare erövrade någon medalj.